# صدرالمتألهین لاهیجانی
محمد بن محمدعلی معروف به صدرالمتألهین لاهیجانی از علما و نویسندگان عصر قاجار بوده‌است که متولد ۱۲۹۲ قمری و درگذشتهٔ ۱۳۵۴ قمری است. برخی از آثار وی عبارت است از «تاریخ و جغرافیای شهر مشهد»، «شرح حدیث نبوی و اخبار آن مظهراللهی از حدوث طیاره و کشتی هوائی و بالون و آرپلان قبل اقتراب الساعةای ظهورا امام الانس و الجان صاحب العصر» و «وقایع عاشورا».